# Nepsalus indicus
Nepsalus indicus är en insektsart som beskrevs av Navás 1914. Nepsalus indicus ingår i släktet Nepsalus och familjen myrlejonsländor. Inga underarter finns listade i Catalogue of Life.